# Salza di Pinerolo
Salza di Pinerolo is een gemeente in de Italiaanse provincie Turijn (regio Piëmont) en telt 73 inwoners (31-12-2004). De oppervlakte bedraagt 15,3 km², de bevolkingsdichtheid is 5 inwoners per km².

## Demografie
Salza di Pinerolo telt ongeveer 46 huishoudens. Het aantal inwoners daalde in de periode 1991-2001 met 15,2% volgens cijfers uit de tienjaarlijkse volkstellingen van ISTAT.
| Jaar | Inwoneraantal |
| ---- | ------------- |
| 1991 | 92            |
| 2001 | 78            |

## Geografie
Salza di Pinerolo grenst aan de volgende gemeenten: Pragelato, Massello, Perrero, Prali.
1. ↑  https://demo.istat.it/?l=it.